# Romerska bågar
Romerska bågar är en chokladprodukt som lanserades 1951 av Choklad-Thule. Sedan 2025 produceras inte längre Romerska bågar i ask, utan säljs endast i lösvikt.

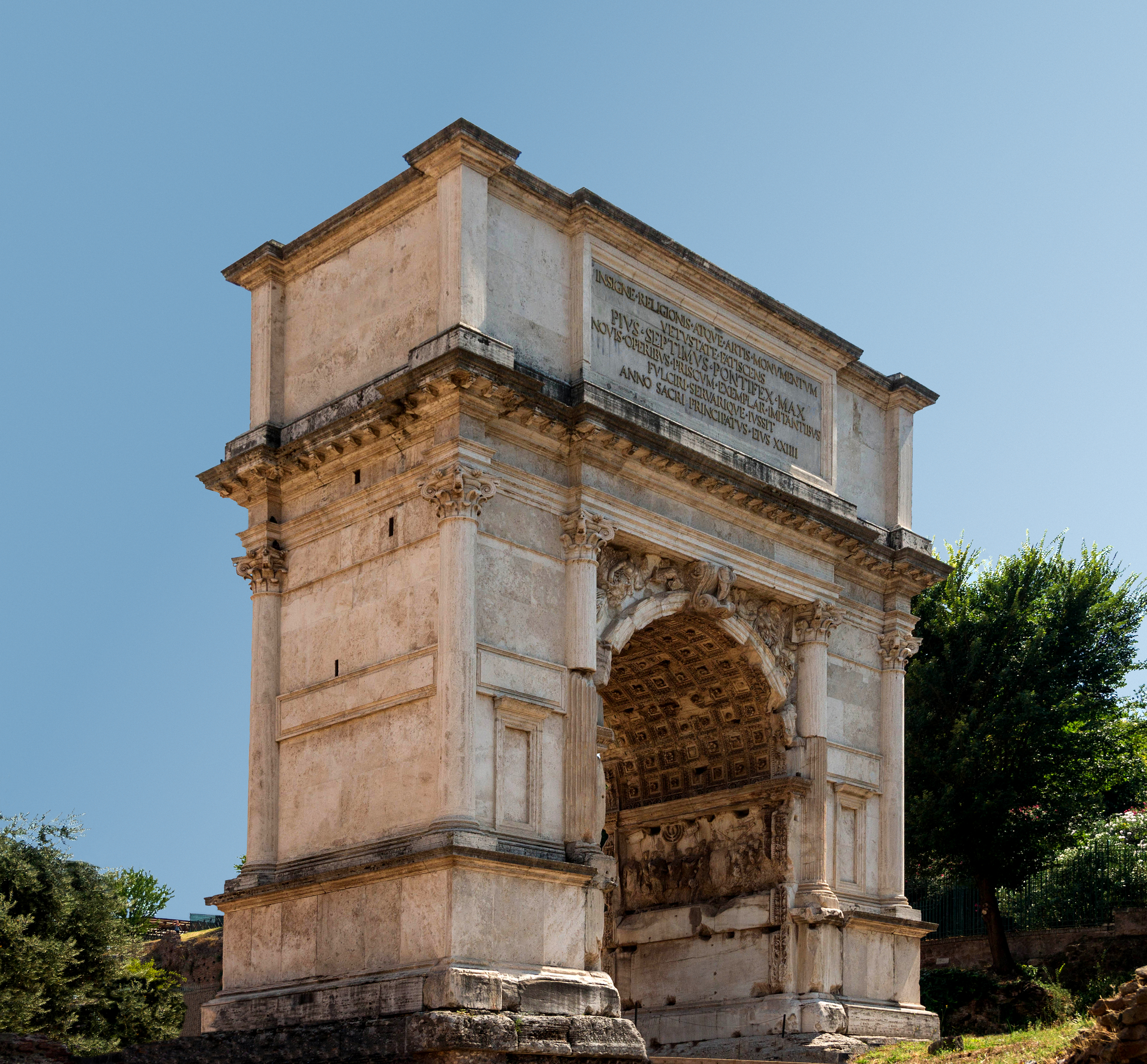
Titusbågen på Forum Romanum i Rom.

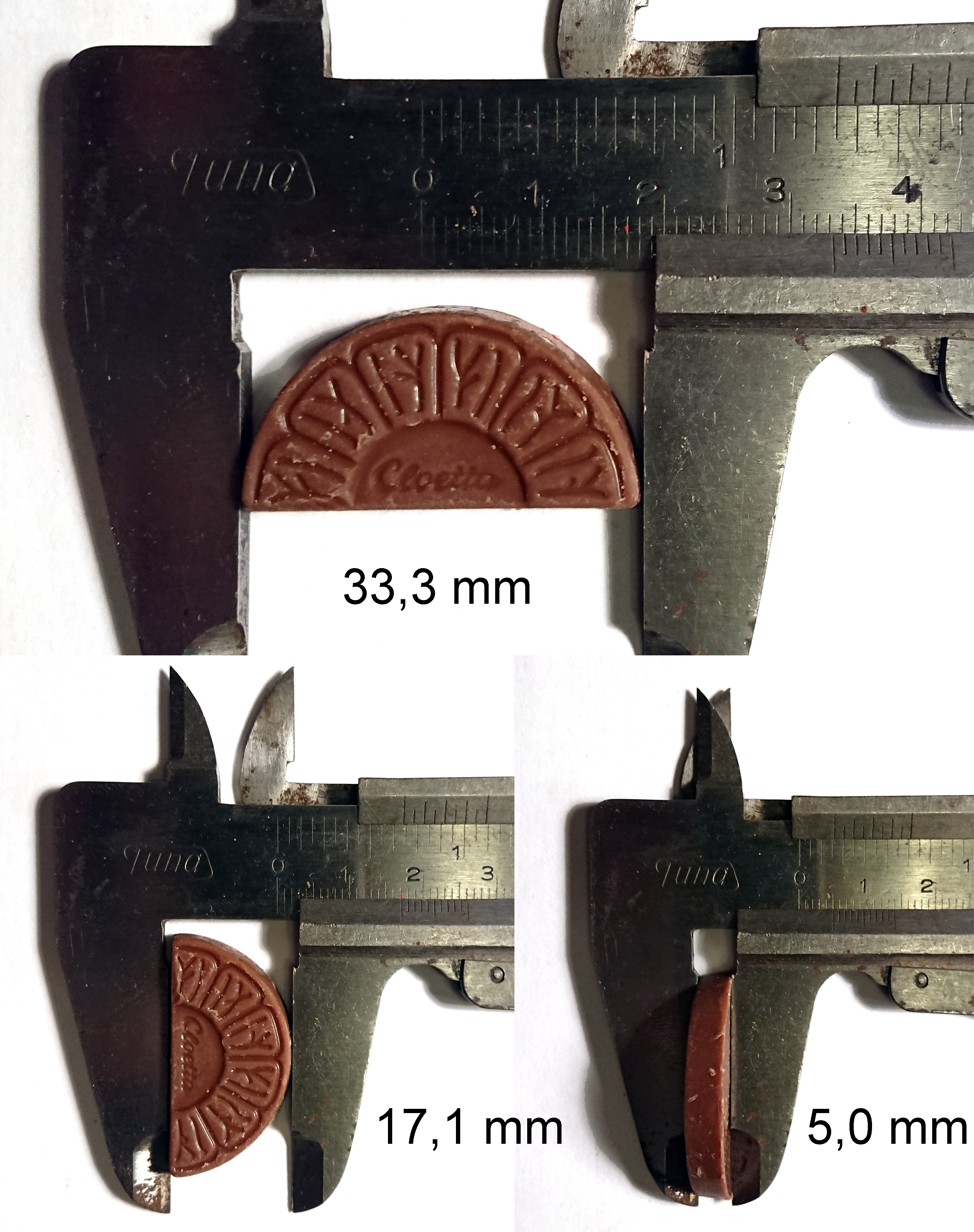
Storleken på Romerska bågar.

## Historik
Produkten lanserades 1951 av Choklad-Thule och beskrevs då som "en utsökt mörk choklad med apelsinsmak". Choklad-Thule köptes upp av Cloetta år 1971 och tillverkningen flyttades till Cloettas fabrik i Ljungsbro. Mindre ändringar i receptet gjordes 2016 och produkten tillverkas och saluförs alltjämt (2025) av Cloetta.
Chokladbitarna, av både mörk och ljus choklad, är formade som halvcirkelformade skivor, där formen påminner om det halvcirkelformade valvet i en romersk triumfbåge. År 2020 tillverkades Romerska bågar med storleken cirka 33×17×5 mm och vikten cirka 2,4 gram per bit. Tidigare förpackningar hade på locket en stiliserad bild av en romersk triumfbåge med en viss likhet med Titusbågen i Rom.
På grund av vikande efterfrågan av Romerska bågar i chokladask erbjudes produkten sedan början av 2025 endast i lösvikt.